# Kristo Kono
Kristo Kono (ur. 22 stycznia 1907 w Korczy, zm. 22 stycznia 1991 tamże) – albański muzyk i kompozytor.

## Życiorys
Swoją edukację muzyczną zaczynał od amatorskiego zespołu, działającego w jego rodzinnym mieście, gdzie jako dziecko grał na klarnecie. Już w 1920 komponował niewielkie utwory instrumentalne dla zespołu. W 1923 występował w zespole Vatra, kierowanym przez Thoma Nasiego. W 1927 wyjechał do Włoch na studia muzyczne, w zakresie dyrygentury. Ukończył studia w konserwatorium w Mediolanie. W czasie studiów komponował pieśni i romanse, nawiązujące do folkloru korczańskiego. Po powrocie do kraju w 1932 związał się z towarzystwem kulturalnym Skanderbeg, a następnie rozpoczął pracę we francuskojęzycznym liceum w Korczy, jako nauczyciel muzyki. W tym czasie kierował chórem Lyra działającym w szkole, a także wspólnie z Sotirem Kozmo zespołem artystycznym działającym w mieście. Lata 30. były bardzo aktywnym okresem w twórczości kompozytorskiej Kono. Po agresji włoskiej na Albanię Kono ograniczył tę działalność do minimum. Jednak to wtedy powstała Rapsodia Albańska nr 1, która miała premierę publiczną 28 listopada 1942, w 30 rocznicę albańskiej Deklaracji Niepodległości. W 1946 powstał w Tiranie Komitet Kultury i Sztuki, zajmujący się organizacją życia artystycznego w Albanii, a Guraziu wszedł w skład jego komisji muzycznej.
Twórczość Kono z lat 1945–1965 obejmuje szeroki repertuar utworów instrumentalnych i wokalnych, w tym poematy, kantaty i rapsodie. Szczególną wartość miały utwory na orkiestrę Fantazja albańska i Taniec albański. W 1954 skomponował pierwszą albańską operę – Agimi (Świt). Kolejnymi jego dziełami operowymi był utwór Se bashku jeta eshte e bukur (Razem życie jest piękne, 1957) i Brigaderja (Brygadzistka, 1968). Największym osiągnięciem artystycznym Kono i najczęściej wystawianym była jednak opera – Lulja e kujtimit (Kwiaty pamięci), inspirowana powieścią Foqiona Postoliego, która miała swoją premierę na scenie Teatru Opery i Baletu w listopadzie 1961.
Za swoją działalność otrzymał w 1961 tytuł Artysty Ludu (alb. Artist i Popullit). Imieniem artysty nazwano ulice w Tiranie (dzielnica Kinostudio) i w Korczy.